# Eileen Marie Collinsová
Eileen Marie Collinsová (* 19. listopadu 1956, Elmira, New York, USA) je americká letecká instruktorka, zkušební pilotka, důstojnice a astronautka. Ve vesmíru byla čtyřikrát. Byla první pilotkou raketoplánu v programu Space Shuttle.

## Život

### Studium a zaměstnání
Absolvovala školu Elmira Free Academy (1974) a pak pokračovala ve studiu matematiky na Corning Community College. Školu ukončila v roce 1976 a pokračovala ve studiích na Syracuse University (1976–1978), Stanfordově univerzitě (ukončila 1986), USAF Institute of Technology (1985–1986), Webster University (ukončení 1989) a škole testovacích pilotů USAF Test Pilot School (1989–1990).
Jako pilotka působila v armádě v letech 1979 až 1990. V letech 1990 až 2006 byla členkou jednotky kosmonautů v NASA.
Vdala se, jejím manželem se stal James Pat Youngs.

### Lety do vesmíru
Na oběžnou dráhu se v raketoplánech dostala čtyřikrát a strávila ve vesmíru 38 dní, 8 hodin a 10 minut. Pracovala na orbitálních stanicích MIR i ISS. Byla 321. člověkem ve vesmíru, 27. ženou.
- STS-63 Discovery (3. února 1995 – 11. února 1995), pilot
- STS-84 Atlantis (15. května 1997 – 24. května 1997), pilot
- STS-93 Columbia (23. červenec 1999 – 27. červenec 1999), velitelka
- STS-114 Discovery (26. července 2005 – 9. srpna 2005), velitelka